# 欧阳宏伟
欧阳宏伟（1971年11月—），男，汉族，湖南衡阳人，中华人民共和国政治人物。现任浙江大学国际联合学院院长，浙江理工大学副校长，农工党浙江省委副主委。第十四届全国政协委员。